# Antheraea andamana
Antheraea andamana är en fjärilsart som beskrevs av Moore 1877. Antheraea andamana ingår i släktet Antheraea och familjen påfågelsspinnare. Inga underarter finns listade i Catalogue of Life.